# پامیله‌ای
پامیله‌ای (نام علمی: Contopus) نام یک سرده از خانواده ژیان‌مرغ است.